# Rameau méningé des nerfs spinaux
Les rameaux méningés des nerfs spinaux (ou nerfs sinu-vertébraux ou nerfs récurrents de Luschka ou nerfs méningés récurrents) sont de petits nerfs qui naissent des nerfs spinaux entre l'origine des rameaux communicants gris et blanc et la division du nerf spinal en branches antérieure et postérieure.
Ils pénètrent ensuite à nouveau dans le foramen intervertébral et innervent les articulations zygapophysaires, l'anneau de cartilage fibreux du disque intervertébral, ainsi que les ligaments et le périoste de la cavité spinale. Le noyau gélatineux du disque intervertébral ne reçoit pas d'innervation.